# Znak Tristanu da Cunha
Znak Tristanu da Cunha, souostroví, který je součástí britského zámořského území s názvem Svatá Helena, Ascension a Tristan da Cunha je tvořen děleným štítem, jehož horní polovina je modrá a dolní stříbrná. Uprostřed je dělený kosočtverec v opačných barvách. V horní části jsou dva stříbrní, v dolní pak dva modří albatrosi. Štítonoši jsou zlaté langusty. Nad štítem je přilba, přirozené barvy, přikryvadla jsou modrá, stříbrně podšitá. V klenotu je zlatá námořní koruna, na které pluje, na modrém moři, modrá plachetnice se zlatým stěžněm, ráhny a stříbrnými plachtami. Pod štítem je stříbrná, červeně podšitá stuha s modrým nápisem OUR • FAITH • IS • OUR • STRENGTH (česky Naše víra je naše síla).
Symboly langust odkazují na hlavní zdroj příjmů a albatrosovití jsou typickými představiteli fauny souostroví.

## Historie
Souostroví je pojmenováno po portugalském mořeplavci Tristão da Cunha, který ho v roce 1506 poprvé spatřil, prohlásil portugalským územím, ale bouře mu zabránila, aby u něj vůbec zakotvil. První průzkum hlavního a v současnosti jediného obydleného ostrova provedli roku 1767 Francouzi, ale prvním stálým osadníkem se stal až v roce 1810 Jonathan Lambert z Massachusetts, který prohlásil ostrov svým vlastnictvím. Roku 1812 ovšem zemřel a s ním zaniklo i jeho vlastnictví ostrova. Roku 1815 byly ostrovy formálně připojeny ke Spojenému království.
Až do 1. srpna 2009 se závislé území zahrnující:
- ostrov Svatá Helena
- ostrov Ascension
- souostroví Tristan da Cunha

nazývalo podle hlavního ostrova pouze Svatá Helena. 
V souvislosti s uvedením guvernéra Svaté Heleny byla 20. října 2002 zavedena vlajka Tristanu da Cunha a 21. října podepsala britská královna Alžběta II. dekret, kterým zavedla znak tohoto souostroví.